# Крупа перлова

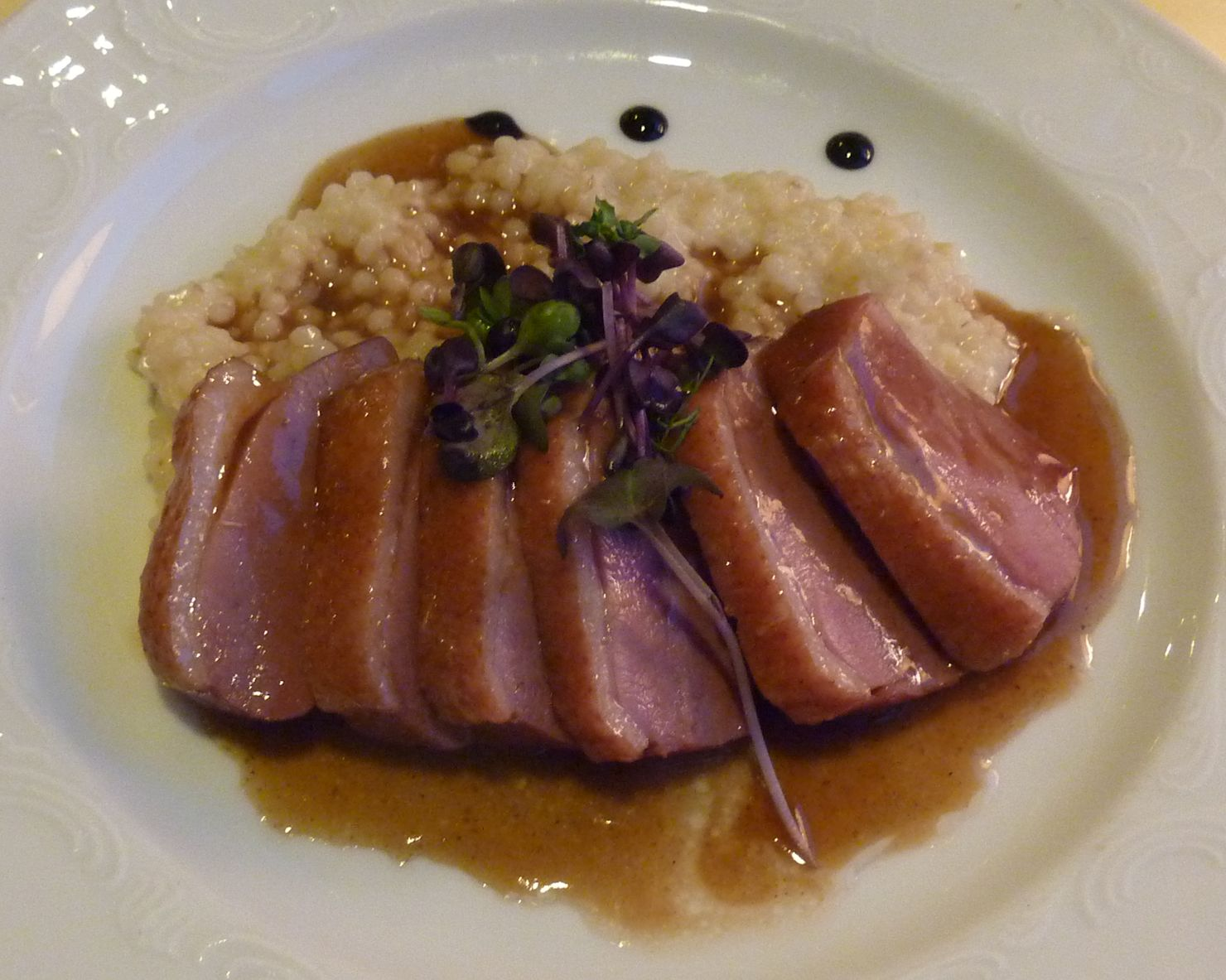
Качина грудка з перловим гарніром

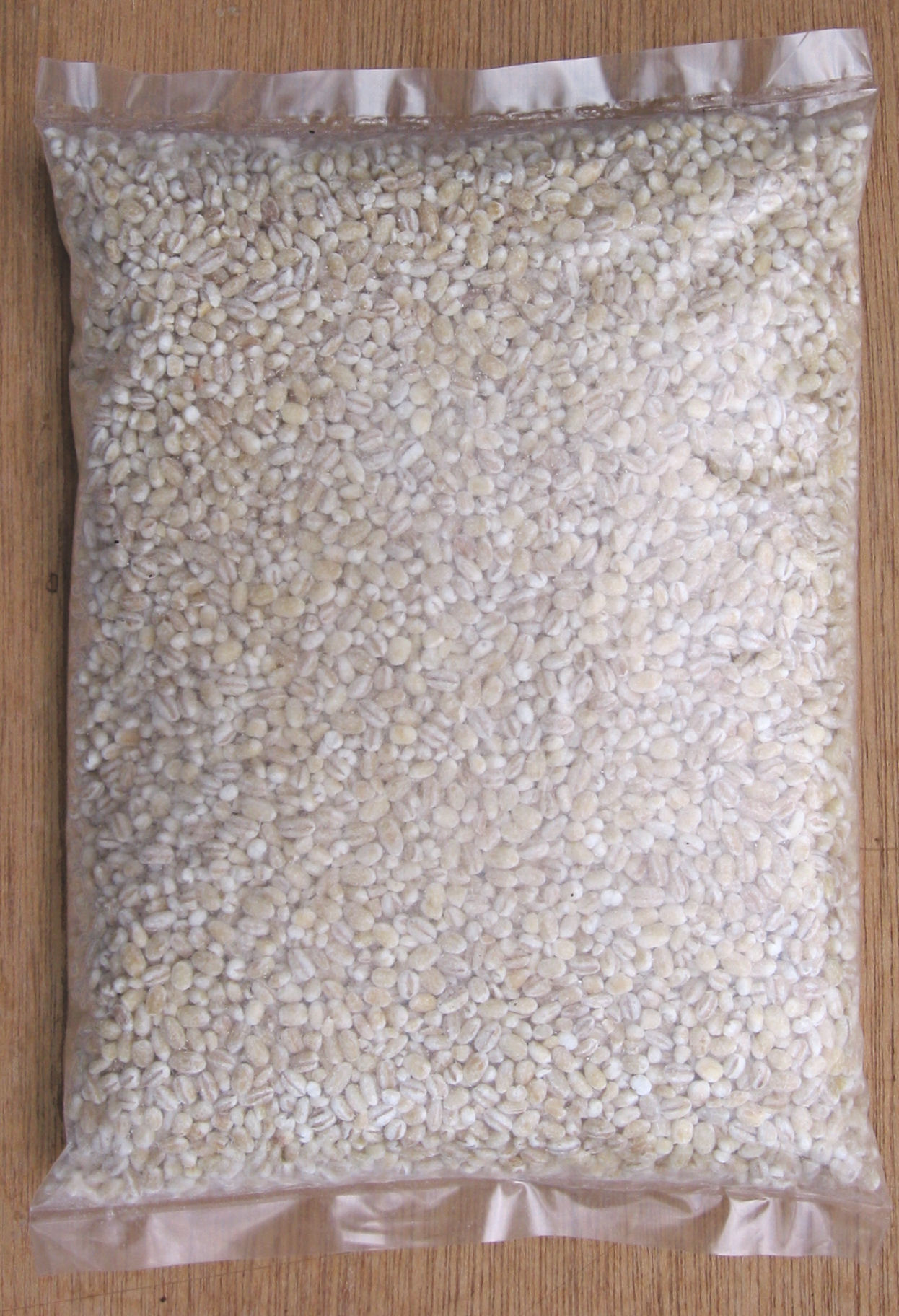
Перлова крупа в пакеті

|                      |  |  |
| Перлова крупа і каша |  |  |

Перлова крупа — вид ячмінної крупи у формі гладких зерен білого або злегка жовтуватого кольору, довгастої або круглої форми, який використовується як основа для гарнірів і каш, засипки для супів, рагу. Назва пов'язана зі схожістю зерен крупи з перлами.
Для вироблення крупи використовуються зерна склоподібних і напівсклоподібних сортів ячменю. Цілісні ячмінні зерна попередньо очищають від домішок і лущать для видалення квіткових плівок, дроблять до ядер, які потім шліфують і полірують, в результаті зерна крупи є ендоспермом ячменю з незначними залишками плодових і насіннєвих оболонок і алейронового шару. Отриману крупу сортують за розмірами, в радянському товарознавстві розрізняли за розміром п'ять «номерів» перлової крупи: № 1 і 2 — з великими гранулами овальної форми з характерною для ячмінного зерна темною поздовжньою борозенкою (прохід через сита 3,5 і 3,0 мм), № 3, 4 і 5 — з дрібними зернами кулястої форми (через сита від 2,5 до 1,5 мм відповідно). Великі сорти частіше використовують для гарнірів, дрібні — для начинок і другорядних засипок. При цьому ще на початку XX століття дрібна крупа вважалася найціннішою («руаяль») у порівнянні з більш великими («голландка», «напівголландка» і найбільша «звичайна»).
Довго розварюється в порівнянні з іншими крупами — до 1,5 години, при цьому зерна значно набухають, вбираючи багато води, але зберігають форму, даючи розсипчастий гарнір (на відміну від іншого виду ячмінної крупи — ячної — яка розварюється в продукт в'язкої консистенції). Обсяг перлової каші в 5-6 разів перевершує початковий обсяг крупи, вихід каші з 1 кг крупи — від 3 кг для великої і до 4,5 кг для дрібної крупи.
Популярна в українській кухні, де зазвичай використовується для приготування перлової каші. У 1930-ті роки в СРСР був освоєний промисловий випуск перлової крупи в значних обсягах, і завдяки невисокій ціні і великій тривалості зберігання крупа широко використовувалася в громадському харчуванні, в раціоні військовослужбовців та ув'язнених. При цьому внаслідок частоти використання і невисокої вартості склався стереотип малоцінного продукту.
Поширена в шведській, данській, фінській кухнях, де використовується для гарнірів, круп'яних ковбасок, як засипка в супи. В італійській кулінарній традиції є страва з перлової крупи ордзотто (англ.  orzotto), подібна за рецептурою з рисовим різотто. У британській та північноамериканської кухні крупа менш поширена, і застосовується як другорядна засипка в супи, стью, рагу, іноді використовується для приготування несолодких пудингів; в німецькій і французькій кухнях зустрічається як додатковий інгредієнт-наповнювач ковбасних виробів і паштетів. В середовищі західних популярних дієтологів велика перлова крупа з залишками висівок вважається «цільнозерновим продуктом» (англ. scotch barley) і рекомендується для здорового харчування.
З другої половини XX століття освоєно виробництво перлової крупи швидкого приготування з використанням процесу пропарювання, аналогічного пропарюванню риса.